# Litoměřice dolní nádraží
Litoměřice dolní nádraží je železniční stanice ve východní části okresního města Litoměřice v Ústeckém kraji na pravém, severním břehu řeky Labe. Leží na trati 072. Stanice je elektrizovaná (3 kV ss). Je nejstarší ze čtyř funkčních železničních stanic a zastávek ve městě, nezastavují však v ní pravidelně vlaky osobní dopravy (stav z roku 2019).

## Historie
Nádraží bylo vybudováno jakožto stanice II. typové třídy, součást Rakouské severozápadní dráhy (ÖNWB) spojující Vídeň a Berlín, autorem univerzalizované podoby stanic pro celou dráhu byl architekt Carl Schlimp. 1. ledna 1874 byl s litoměřickým nádražím uveden do provozu celý nový úsek trasy z Lysé nad Labem do stanice Ústí nad Labem-Střekov, v říjnu téhož roku vyjel pak dále první vlak ve směru na Děčín (Děčín-Prostřední Žleb), kde se nacházela poslední stanice na území Rakouska-Uherska.
Nádraží vzniklo poměrně daleko od centra města, pod kterým železnice procházela jednokolejným tunelem, jehož stavba patřila k nejnáročnějším pracím z celého projektu. Na základě nespokojenosti obyvatel Litoměřic bylo rozhodnuto o výstavbě zastávky blíže k domovní zástavbě a po složitých pozemkových jednáních byla nedaleko ústeckého zhlaví tunelu otevřena výstavná nádražní budova, která přebrala funkci nejdůležitější železniční dopravny ve městě (v 50. letech 20. století nahrazena železniční stanicí Litoměřice město poblíž východního portálu bývalého tunelu).
Roku 1909 byl zdvoukolejněn úsek Lysá nad Labem-Mělník, kompletní druhá kolej byla mezi Kolínem a Děčínem dokončena během první světové války, zejména s pracovním nasazením ruských válečných zajatců. Elektrická trakční soustava sem byla dovedena roku 1958. Postupně byla stanice Litoměřice dolní nádraží vyřazena z osobního provozu a slouží pouze k obsluze nákladní dopravy.

## Popis
Stanice není vybavena nástupišti.

## Nehody

### Srážka vlaků březen 2015

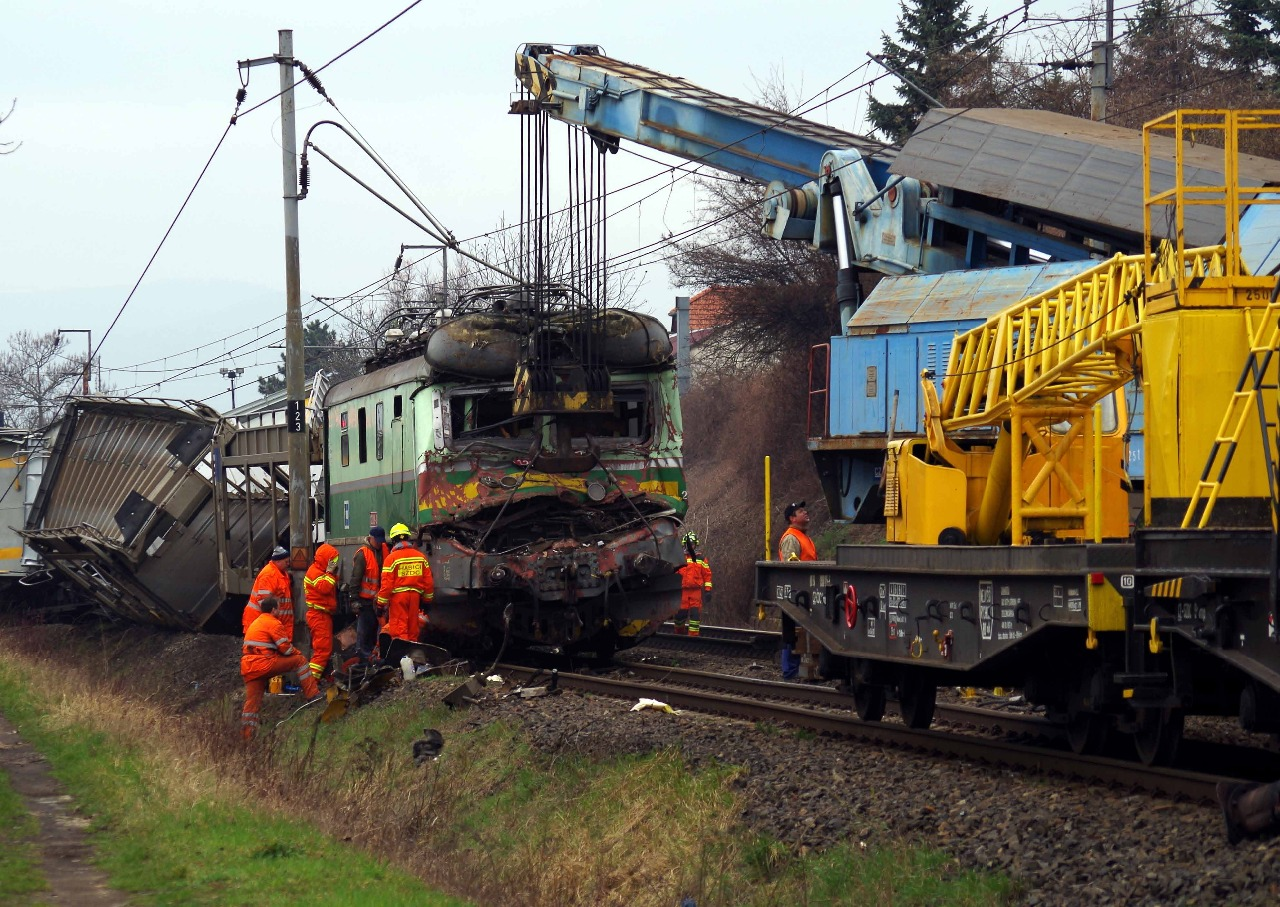
Nehoda v Žalhosticích - poškozená lokomotiva

28. března 2015 v 8:38 se v traťovém úseku Velké Žernoseky – Litoměřice dolní nádraží čelně srazily nákladní vlaky Pn 53668 a Nex 148359. V čele obou vlaků stály lokomotivy řady 122. Příčinou nehody bylo projetí návěsti Stůj ve Velkých Žernosekách vlakem Nex 148359. Následně došlo ke srážce vlaků na 1. traťové koleji a jejich vykolejení. Škoda této události byla vyčíslena na hodnotu převyšující 24 milionů Kč, došlo k jednomu zranění (zranil se strojvedoucí, který projel návěst Stůj). U nehody byl přítomný tehdejší ministr dopravy Daniel Ťok.
Nehoda vyústila v zavedení funkce Generální stop do systému GSM-R.